# 1152 Pawona
1152 Pawona là một tiểu hành tinh vành đai chính bay quanh Mặt Trời. Approximately 16 kilometers in diameter, Nó hoàn thành một chu kỳ quay quanh Mặt Trời là 4 năm. Chu kỳ tự quanh là 3 giờ. Nó được phát hiện bởi Karl Wilhelm Reinmuth ở Heidelberg, Đức ngày 8 tháng 1 năm 1930. It was independently được phát hiện bởi L. Volta ở Pino Torinese ngày the January 19 và bởi Grigory Nikolaevich Neujmin ở Simeis ngày January 28. Its name là một combination of the names of astronomers J. Palisa và M. Wolf, in recognition of their cooperation. The asteroid's provisional name was 1930 AD.